# Born to Die (album, Lana Del Rey)
Born to Die je v pořadí druhé studiové album americké zpěvačky Lany Del Rey. Na albu se podílela spousta producentů, jako třeba Patrik Berger, Jeff Bhasker, Chris Braide, Emile Haynie, Justin Parker, Rick Nowels, Robopop a Al Shux. Album vyšlo 27. ledna 2012 u vydavatelství Interscope Records a Polydor Records. Album se umístilo na druhém místě v americkém žebříčku Billboard 200 s prodejem 77 000 kopií v prvním týdnu. Později byl v USA oceněn platinovou certifikací za prodej 1 000 000 kusů a jeho celosvětový prodej je 7 000 000 kusů. Po velkém úspěchu videoklipu „Video Games“ na internetu, který měl premiéru 29. června 2011, byla píseň 17. října 2011 vydána jako pilotní singl z plánovaného alba. Singl se dostal na 91. místo v americkém žebříčku Billboard Hot 100 a ve spoustě evropských zemích se dostal až do top 10. Z alba vyšly singly „Born to Die“, „Blue Jeans“, „Summertime Sadness“, „National Anthem“ a „Dark Paradise“. Na podporu alba vyšly i dva propagační singly, „Off to the Races“ a „Carmen“. „Summertime Sadness“ byl 11. července 2013 znovu vydán jako remix od Cedrica Garvaise, který singlu pomohl se dostat v Billboard Hot 100 až na 6. místo. Lana album propagovala i v televizích a byla velmi negativně zkritizována za svůj výkon v pořadu Saturday Night Live. 9. listopadu 2012 se album dočkalo re-edice. K „Born to Die“ se přidalo EP Paradise a neslo tak podtitul „Born to Die: The Paradise Edition“.

## O albu
V roce 2007 se Elizabeth Grant upsala nahrávací společnosti 5 Point Records a začala plánovat své debutové album. Převzala si pseudonym Lana Del Ray a začala se věnovat přípravě alba. Poté ale začaly problémy s její společností a producentem Davidem Kahnem a vydala album Lana Del Ray a.k.a. Lizzy Grant. To však nebylo k dostání příliš dlouho, protože bylo staženo z prodeje. Poté změnila jméno na Lana Del Rey a v červnu 2011 podepsala smlouvu se Strange Records. Vydala pod jejich jménem na internet videoklip k „Video Games“, který sklidil velký úspěch a Lanu proslavil po celém světě. Později v listopadu 2011 ve francouzském televizním pořadu oznámila, že její nové album se bude jmenovat „Born to Die“. Titulní fotografii alba nafotila Nicole Nodland. Ta byla později magazínem Complex zařazeno do seznau „50 nejlepších obálek popových alb za posledních pět let“. 9. ledna 2012 byl oznámen seznam skladem a 31. ledna bylo album vydáno.

## Kompozice alba
Její singly „Video Games“ a „Born to Die“ byly popsány jako „kabaretní balady“, „mdlé a někdy i uspávací“ a „popové“. Její vlastní popis své hudby je „Hollywoodský sadcore“. Del Rey byla taky jednou popsána jako „Gangsterská Nancy Sinatra“. Jako své vzory uvedla Britney Spears, Elvise Presleyho a Antony and the Johnsons. Jednou o svém stylu také řekla: „Chtěla jsem být součástí indie komunity, ale nebyla jsem. Hledala jsem komunitu, ze které ani nikoho neznám. Nikdy jsem nepotkala slavné indie lidi, nebo kdo to kurva vlastně je. Kdo je indie? Zaprvé si ani neumím srovnat, co to vlastně indie hudba je. Protože jestli jste o tom někdy slyšeli, tak je to tak trochu pop music, že? Protože je to jako populární? Nebo je to to, co není v rádiu? Není to jako bych byla v idie komunitě a pak vybouchla. Žila jsem na ulici a nejsem tím, jako fakt, víte, co tím myslím?“
Třetí singl „Blue Jeans“ byl inspirován hip hopem a má minimalistický beat. „Off to the Races“ byla textově popsána jako „přehlídka stvůr s nezdravou závislostí“, s refrénem jako „Leaving Las Vegas“, singlem od Sheryl Crow z roku 1994. „Off to the Races“, „National Anthem“ a „Diet Mountain Dew“ používají alternativní rapovou techniku. „Million Dollar Man“ byl přirovnán k písním Fiony Apple. Dále bylo album přirovnáno k soundtrackům z Jamese Bonda. Album obsahuje trip hopové bubnování a kinematografický zvuk připomínající 50. léta. Tematicky je „Born to Die“ o sexu a drogách a Laně ztvárňující Lolitu. About.com napsal, že „National Anthem“ je o penězích, sexu a chamtivosti, ale je geniální v tom, že odráží dnešní společnost, která je stejně chaotická jako text písně.“ NME zkritizovalo píseň po hlasové stránce, podle nich zní Lana jako „perfektní manekýna“. Lana také nahrála pro album píseň „Ghetto Baby“, ta se však nakonec na album nedostala, ale odkoupila ji Cheryl Cole, pro své třetí studiové album „A Million Lights“.

## Propagace
Lanina píseň „Video Games“ byla poprvé použita 28. září 2011 do reklamy pro televizní seriál „Ringer“. Lana také začala propagovat v televizních a na svém turné Born to Die Tour. Její skandální vystoupení s „Blue Jeans“ a „Video Games“ v Saturday Night Live bylo popsáno jako „nejhorší v historii pořadu“. Poskytla spoustu rozhovorů pro časopisy a rádia. „Blue Jeans“ zazněla v poslední scéně třinácté epizody „Ringer“.

### Singly
„Video Games“ byla vydána jako Lanin debutový singl 17. října 2011. Písni se dostalo převážně kladných recenzí, které chválily Laniny vokály a označili píseň za jednu z nejlepších roku 2011. Singl dostáhl celosvětového úspěchu a to převážně v Evropě, kde se dostal na první místo v Německu a do top 10 v Rakousku, Belgii, České republice, Francii, Nizozemsku, Irsku, Polsku, Skotsku, Švýcarsku a ve Spojeném království. Videoklip byl natočen samotnou Lanou a obsahuje záběry skateboardistů, kreslených pohádek a scén ze starých filmů. Druhým singlem se stala titulní píseň, „Born to Die“, která byla vydána 30. prosince 2011. Videoklip byl vydán již 14. prosince 2011 a scénář napsala sama Lana a režie se chopil Yoann Lemoine.
„Blue Jeans“ byl oznámen jako třetí singl z alba a byl oficiálně vydán 6. dubna 2012, video spatřilo světlo světa již 19. března 2012. Čtvrtým singlem byla původně oznámena píseň „National Anthem“, avšak ještě předtím byl 22. června 2012 vydán singl „Summertime Sadness“ a videoklip k písni 20. července 2012. Nakonec pátý singl „National Anthem“ byl vydán 9. července 2012, ale videoklip již 22. června 2012. Posledním singlem byla oznámena píseň „Dark Paradise" a vyšel 1. března 2013, ale pouze pro Německo, Švýcarsko, Rakousko a Polsko.
„Off to the Races“ byl vydán 6. ledna 2012 jako propagační singl v Nizozemsku a Spojeném království. Hudební video režírovala sama Lana a bylo vydáno již 22. prosince 2011. „Carmen“ se stal druhým propagačním singlem pro Německo, Rakousko a Švýcarsko 26. ledna 2012 a hudební video bylo vydáno 21. dubna 2012.

## Ohlasy kritiků
Od Metacritis dostalo album 62 bodů ze 100. BCC Music řeklo, že album „není dokonalé“, a kritizovalo produkci písní jako „Dark Paradise“. Na druhou stranu ale přiznal, že album je velmi originální. Slant Magazine dal albu 4 hvězdičky z 5 a zmínil, že je škoda, že písně „National Anthem“ a „This is What Makes Us Girls“ nejsou udělány více pro rádia. The Guardian dal albu 4 hvězdičky z 5 a řekl, že „Born to Die“ je „krásně laděné popové album, které je úžasné.“ Chicago Tribute zhodnotil album velmi negativně kvůli jeho opakující se produkci.
Rolling Stone popsal texty z alba jako „popový-odpad plný perverzity“ a její hlas jako „příliš vysoký a napjatý“, a že „ještě nebyla připravená udělat album“. Sputnikmusic také zhodnotil album velmi negativně a pronesl, že „Nejhorší věc na Born to Die je, že i ty dobré písně mají nějakou chybu“. Los Angeles Times prohlásil, že její vokály mají hodně potenciálu a jsou ještě docela nenalezeny. Také dodal, že navzdory úžasným písním „National Anthem“ a „Dark Paradise“ působí album unaveně a mdle. Pitchfork dal albu 5,5 hvězdiček z 10 a okomentoval to: „Album je z jistého úhlu pohledu trapné a zastaralé.“ NME dal albu pozitivní recenzi a 8 hvězdiček z 10, napsali: „I když to není perfektní popové album, Video Games nás vede k závěru, že je album osvěžují.“

## Seznam skladeb

### Standardní Verze
| Pořadí         | Název                       | Autor                           | Producent(i)          | Délka |
| -------------- | --------------------------- | ------------------------------- | --------------------- | ----- |
| 1.             | Born to Die                 | Lana Del Rey, Justin Parker     | Emile Haynie          | 4:46  |
| 2.             | Off to the Races            | Del Rey, Tim Larcombe           | Patrik Berger, Haynie | 5:00  |
| 3.             | Blue Jeans                  | Del Rey, Haynie, Dan Heath      | Haynie                | 3:30  |
| 4.             | Video Games                 | Del Rey, Parker                 | Robopop               | 4:42  |
| 5.             | Diet Mountain Dew           | Del Rey, Mike Daly              | Haynie, Jeff Bhasker  | 3:43  |
| 6.             | National Anthem             | Del Rey, Parker, The Nexus      | Haynie, Bhasker       | 3:51  |
| 7.             | Dark Paradise               | Del Rey, Rick Nowels            | Haynie, Nowels        | 4:03  |
| 8.             | Radio                       | Del Rey, Parker                 | Haynie, Parker        | 3:34  |
| 9.             | Carmen                      | Del Rey, Parker                 | Haynie, Bhasker       | 4:08  |
| 10.            | Million Dollar Man          | Del Rey, Chris Braide           | Haynie, Braide        | 3:51  |
| 11.            | Summertime Sadness          | Del Rey, Nowels, Kieran De Jour | Haynie, Nowels        | 4:25  |
| 12.            | This Is What Makes Us Girls | Del Rey, Larcombe, Jim Irvin    | Al Shux, Haynie       | 3:58  |
| Celková délka: | Celková délka:              | Celková délka:                  | Celková délka:        | 49:28 |

### Deluxe Verze
| Pořadí         | Název          | Hudba          | Text                                | Délka |
| -------------- | -------------- | -------------- | ----------------------------------- | ----- |
| 13.            | Without You    | Haynie         | Del Rey, Sacha Skarbek              | 3:49  |
| 14.            | Lolita         | Haynie, Howe   | Del Rey, Liam Howe, Hannah Robinson | 3:40  |
| 15.            | Lucky Ones     | Haynie, Nowels | Del Rey, Nowels                     | 3:45  |
| Celková délka: | Celková délka: | Celková délka: | Celková délka:                      | 60:40 |

## Hudební příčky
| Žebříček (2012)                    | Nejvyšší umístění |
| ---------------------------------- | ----------------- |
| Austrálie                          | 1                 |
| Belgie (Flanders)                  | 2                 |
| Belgie (Wallonia)                  | 1                 |
| Česko                              | 5                 |
| Chorvatsko                         | 3                 |
| Finsko                             | 5                 |
| Francie                            | 1                 |
| Kanada                             | 3                 |
| Maďarsko                           | 23                |
| Německo                            | 1                 |
| Nizozemsko                         | 2                 |
| Japonsko                           | 35                |
| Irsko                              | 1                 |
| Itálie                             | 5                 |
| Mexiko                             | 21                |
| Norsko                             | 1                 |
| Nový Zéland                        | 2                 |
| Polsko                             | 2                 |
| Portugalsko                        | 2                 |
| Rakousko                           | 1                 |
| Rusko                              | 4                 |
| Řecko                              | 1                 |
| Slovensko                          | 2                 |
| Skotsko                            | 1                 |
| Španělsko                          | 7                 |
| Švédsko                            | 2                 |
| Švýcarsko                          | 1                 |
| Spojené království                 | 1                 |
| USA (Billboard 200)                | 2                 |
| USA (Billboard Rock Albums)        | 1                 |
| USA (Billboard Alternative Albums) | 1                 |